# Няма балами (филм, 2018)
„Няма балами“ (на английски: Nobody's Fool) е щатска романтична комедия от 2018 г., написан и режисиран от Тайлър Пери, с участието на Тифани Хадиш, Тика Съмптър, Омари Хардуик, Мекхад Брукс, Амбър Райли и Упи Голдбърг.
Продуциран от „Парамаунт Плейърс“ (първият филм на студиото), „Тайлър Пери Филмс“ и „БЕТ Филмс“, „Няма балами“ е пуснат в САЩ на 2 ноември 2018 г. от „Парамаунт Пикчърс“.

## Актьорски състав
| Актьор            | Роля          |
| ----------------- | ------------- |
| Тифани Хадиш      | Таня          |
| Тика Съмптър      | Даника        |
| Омари Хардуик     | Франк Джонсън |
| Упи Голдбърг      | Лола          |
| Амбър Райли       | Кали          |
| Мекхад Брукс      | Чарли         |
| Миси Пайл         | Лорън Мийдоус |
| Крис Рок          | Лорънс        |
| Майкъл Блексън    | Тъг           |
| Джон Руднитски    | Бенджи        |
| Ейдриън Конрад    | Бейли         |
| Кортни Хенгелегър | Хилари        |
| Ню Шулман         | Себе си       |
| Макс Джоузеф      | Себе си       |
| Пи Джей Мортън    | Себе си       |